# Die Sanfte (1969, Bresson)
Die Sanfte (Originaltitel: Une femme douce) ist ein französischer Film aus dem Jahre 1969. Regie führte Robert Bresson. Der Film basiert auf der gleichnamigen Erzählung von Fjodor Dostojewski.

## Handlung
Der Film spielt im Paris der 1960er Jahre. Ein Pfandleiher verliert seine Frau durch Suizid, als diese vom Balkon springt. Daraufhin rekapituliert er die gemeinsam mit ihr verbrachte Zeit, von der ersten Begegnung über die Hochzeit bis zum Alltagsleben. Im Laufe der Zeit kann er ihre Motive für die Verzweiflungstat immer besser nachvollziehen.

## Kritik
„In asketischem Stil zeichnet Robert Bresson nach einer Novelle von Dostojewski das seelische Drama eines Paares nach, das seine innere Fremdheit nicht zu überwinden vermag“